# Aviosuperficie di Sassuolo
L'Aviosuperficie di Sassuolo (IATA: nessuno, ICAO: MO07) è una aviosuperficie italiana ubicata in prossimità del fiume Secchia in località "L'Ancora", a circa 2,75 km a Nord del centro di Sassuolo, ad una altitudine di 90 m.s.l.m..

## Strutture e dati tecnici
L'aviosuperficie, realizzata a partire dal 1982 e dotata di hangar che ospita il parcheggio velivoli, una officina autorizzata Rotax, un bar/ristorante e gli uffici, è utilizzata prevalentemente per aviazione da diporto e sportiva. Al suo interno è presente la scuola di volo n. 155 A.e.c.I. È aperta quotidianamente al traffico.
Il complesso dell'aviosuperficie dispone di una pista in erba di 840 x 30 m. effettivamente utilizzabili, con orientamento pista 18/36. È dotata di distributore di benzina verde a 98 ottani sul campo (rifornimento riservato ai soci dell'aeronautica Sassuolo).

## Aeroporti in Provincia di Modena
- Aeroporto di Modena
- Aeroporto di Carpi-Budrione
- Aeroporto di Pavullo nel Frignano